# Mortes em novembro de 2018
Mortes em 2018: ← Janeiro – Fevereiro – Março – Abril – Maio – Junho – Julho – Agosto – Setembro – Outubro – Novembro – Dezembro →
Esta é uma relação de pessoas notáveis que morreram durante o mês de novembro de 2018, listando nome, nacionalidade, ocupação e ano de nascimento.

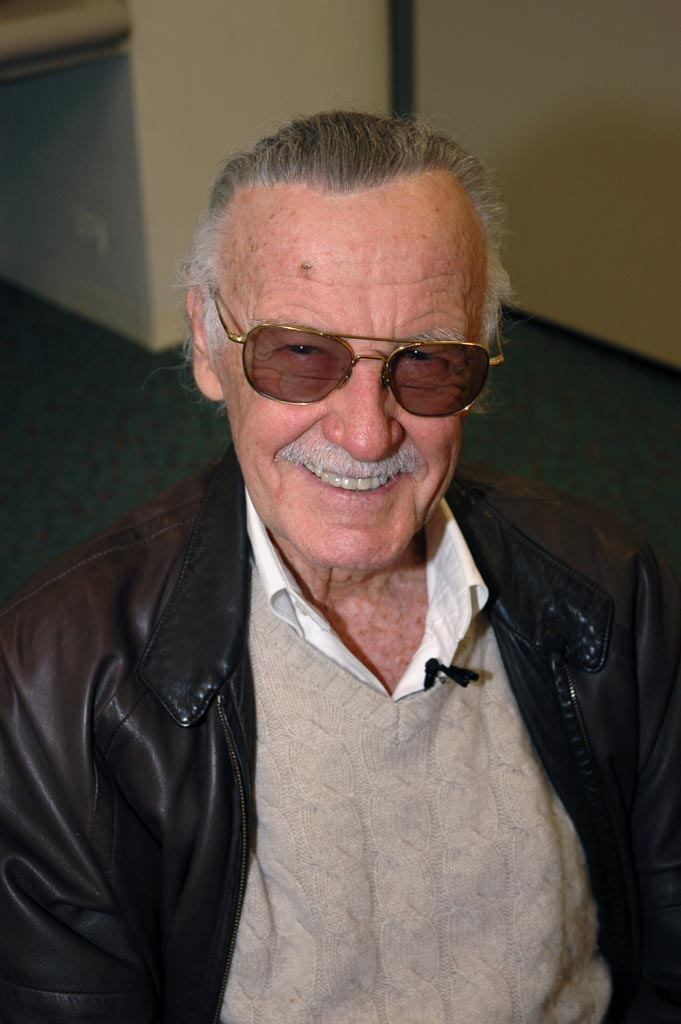
Stan Lee, escritor e produtor norte-americano

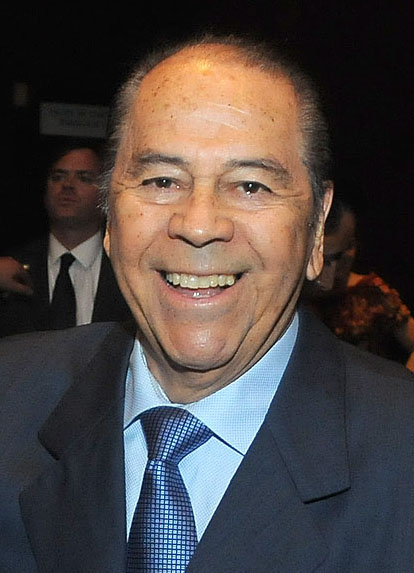
Lucho Gatica, cantor de bolero chileno

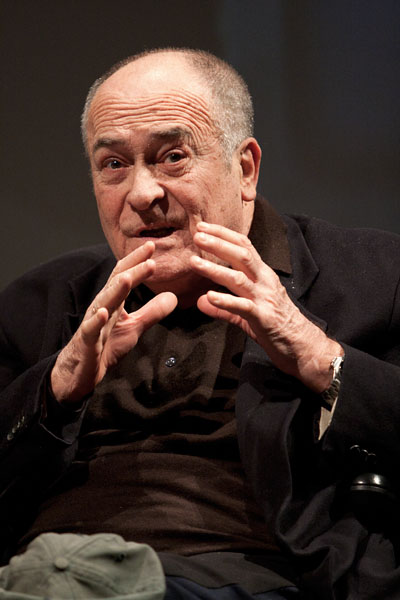
Bernardo Bertolucci, cineasta italiano

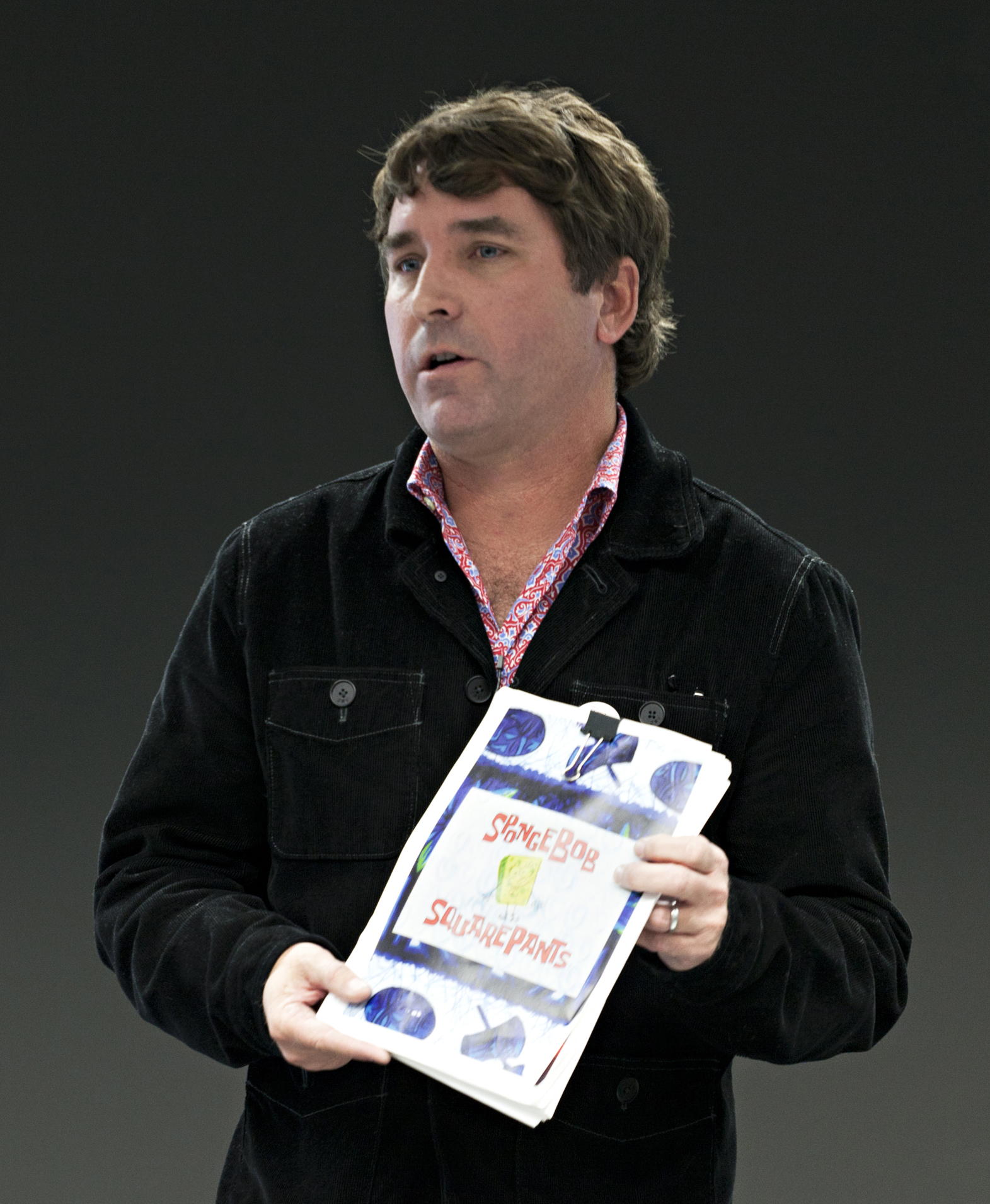
Stephen Hillenburg, biólogo marinho e cartunista norte-americano

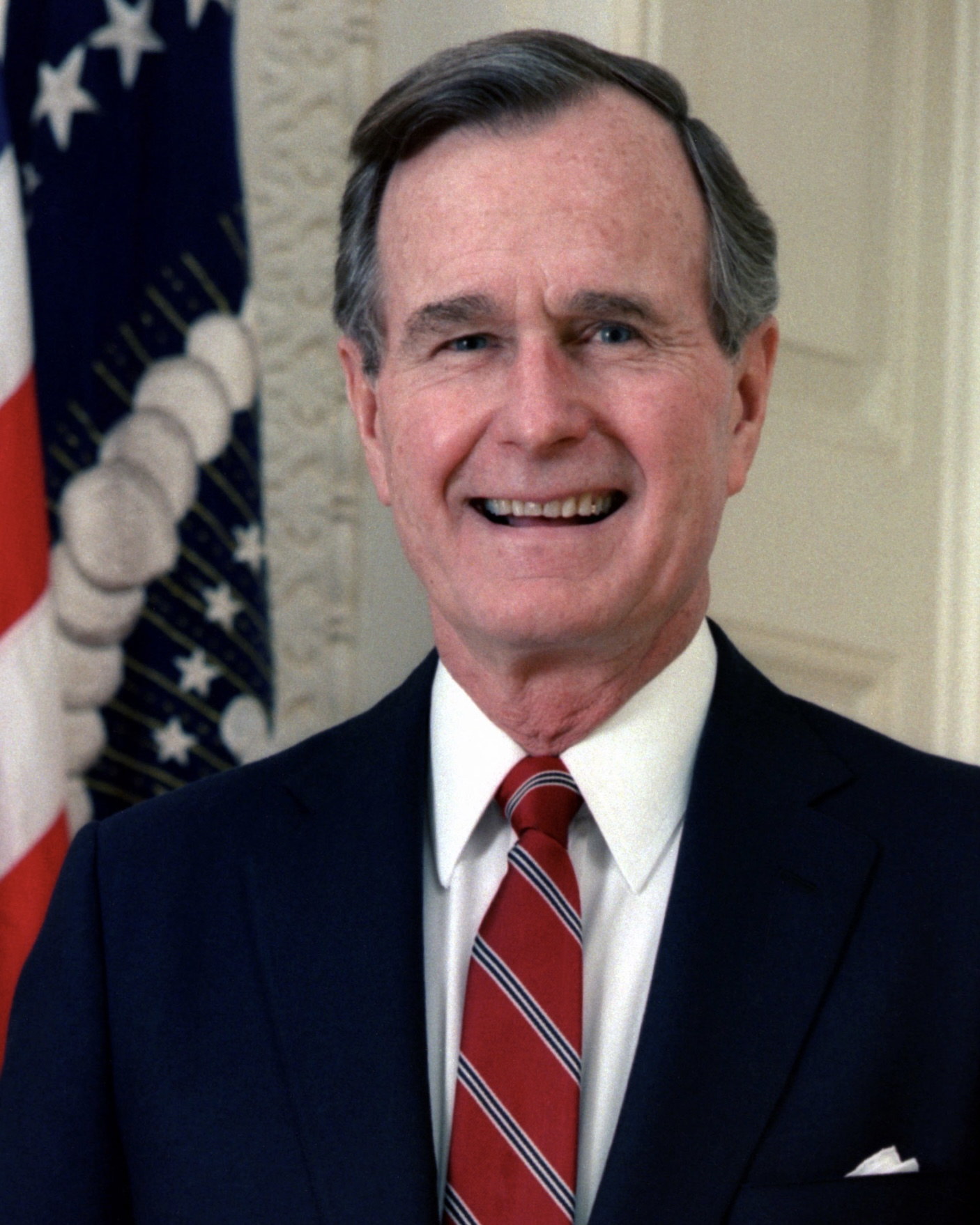
George H. W. Bush, ex-presidente norte-americano.

| Dia | Nome                                 | Profissão ou motivo de reconhecimento                  | Nacionalidade         | Ano de nasc. | Ref    |
| --- | ------------------------------------ | ------------------------------------------------------ | --------------------- | ------------ | ------ |
| 1   | Pedro Carlos Rovai                   | Cineasta                                               | Brasil                | 1938         | [ 1 ]  |
| 1   | Iurik Vardanian                      | Halterofilista                                         | Armênia               | 1956         | [ 2 ]  |
| 1   | Helena Ramos                         | Apresentadora                                          | Portugal              | 1954         | [ 3 ]  |
| 2   | Raymond Chow                         | Produtor cinematográfico                               | Hong Kong             | 1927         | [ 4 ]  |
| 3   | Maria Guinot                         | Cantora                                                | Portugal              | 1945         | [ 5 ]  |
| 4   | Fernando Mattos                      | Compositor                                             | Brasil                | 1963         | [ 6 ]  |
| 5   | Héctor Ferrer                        | Político e advogado                                    | Porto Rico            | 1970         | [ 7 ]  |
| 6   | Bernard Landry                       | Político                                               | Canadá                | 1937         | [ 8 ]  |
| 6   | Dave Morgan                          | Automobilista                                          | Reino Unido           | 1944         | [ 9 ]  |
| 7   | Francis Lai                          | Compositor e músico                                    | França                | 1932         | [ 10 ] |
| 7   | Friedrich Heimler                    | Bispo                                                  | Alemanha/ Brasil      | 1942         | [ 11 ] |
| 7   | Raimunda Gomes da Silva              | Líder Comunitária                                      | Brasil                | 1940         | [ 12 ] |
| 8   | Amaliya Panahova                     | Atriz                                                  | Azerbaijão            | 1945         | [ 13 ] |
| 10  | Joel Barcelos                        | Ator                                                   | Brasil                | 1936         | [ 14 ] |
| 10  | Roberto Kikawa                       | Médico                                                 | Brasil                | 1970         | [ 15 ] |
| 10  | Gessy Fonseca                        | Atriz e dubladora                                      | Brasil                | 1924         | [ 16 ] |
| 10  | Marc Wilmet                          | Professor                                              | Bélgica               | 1938         | [ 17 ] |
| 11  | Zeng Shiqiang                        | Sinólogo                                               | China                 | 1934         | [ 18 ] |
| 11  | Olga Harmony                         | Dramaturga e professora                                | México                | 1928         | .      |
| 11  | Zeng Shiqiang                        | Sinólogo e escritor                                    | China                 | 1934         | [ 20 ] |
| 11  | Douglas Rain                         | Ator e Narrador                                        | Canadá                | 1928         | [ 21 ] |
| 12  | Gena                                 | Futebolista                                            | Brasil                | 1943         | [ 22 ] |
| 12  | Lee Min-hye                          | Ciclista                                               | Coreia do Sul         | 1985         | [ 23 ] |
| 12  | Yoshito Kajiya                       | Político                                               | Japão                 | 1938         | [ 24 ] |
| 12  | David Pearson                        | Piloto                                                 | Estados Unidos        | 1934         | [ 25 ] |
| 12  | Stan Lee                             | Escritor, produtor e editor de histórias em quadrinhos | Estados Unidos        | 1922         | [ 26 ] |
| 13  | Lucho Gatica                         | Cantor                                                 | Chile                 | 1928         | [ 27 ] |
| 14  | Fritz Rohrlich                       | Físico                                                 | Áustria               | 1921         | .      |
| 15  | Aldyr Schlee                         | Escritor, professor, desenhista e tradutor             | Brasil                | 1934         | [ 29 ] |
| 15  | Seiji Nakamura                       | Político                                               | Japão                 | 1931         | [ 30 ] |
| 15  | Roy Clark                            | Cantor                                                 | Estados Unidos        | 1933         | [ 31 ] |
| 16  | William Goldman                      | Roteirista                                             | Estados Unidos        | 1931         | [ 32 ] |
| 16  | Pablo Ferro                          | Designer gráfico                                       | Cuba                  | 1935         | [ 33 ] |
| 17  | Eduard Alexandrowitsch von Falz-Fein | Empresário                                             | Rússia/ Liechtenstein | 1912         | [ 34 ] |
| 17  | Cheng Kaijia                         | Físico                                                 | China                 | 1918         | [ 35 ] |
| 17  | Wu Jianchang                         | Engenheiro                                             | China                 | 1939         | [ 24 ] |
| 17  | Motohiko Kondo                       | Político                                               | Japão                 | 1954         | [ 36 ] |
| 17  | Loureiro dos Santos                  | Militar                                                | Portugal              | 1936         | [ 37 ] |
| 18  | Waldir Boccardo                      | Basquetebolista                                        | Brasil                | 1936         | [ 38 ] |
| 19  | Shiao Yi                             | Escritor e romancista                                  | China/ Estados Unidos | 1936         | [ 39 ] |
| 19  | Alí Rodríguez Araque                 | Diplomata                                              | Venezuela             | 1937         | [ 40 ] |
| 19  | Apisai Ielemia                       | Político                                               | Tuvalu                | 1955         | [ 41 ] |
| 20  | Aaron Klug                           | Químico                                                | Lituânia/ Reino Unido | 1926         | [ 42 ] |
| 21  | Francisco de Paula Victor            | Bispo                                                  | Brasil                | 1935         | [ 43 ] |
| 21  | Lau Nai-keung                        | Político                                               | Hong Kong             | 1947         | [ 44 ] |
| 22  | Willie Naulls                        | Basquetebolista                                        | Estados Unidos        | 1934         | [ 45 ] |
| 22  | Andrzej Fischer                      | Futebolista                                            | Polónia               | 1952         | [ 46 ] |
| 23  | Nicolas Roeg                         | Cineasta                                               | Reino Unido           | 1928         | [ 47 ] |
| 24  | Fabrizio Fasano                      | Empresário                                             | Brasil                | 1935         | [ 48 ] |
| 25  | Łukasz Kwiatkowski                   | Ciclista                                               | Polónia               | 1982         | [ 49 ] |
| 25  | Viktor Kanevskiy                     | Futebolista e treinador                                | Ucrânia               | 1936         | [ 50 ] |
| 26  | Bernardo Bertolucci                  | Cineasta                                               | Itália                | 1941         | [ 51 ] |
| 26  | Tomás Maldonado                      | Pintor e filósofo                                      | Argentina             | 1922         | [ 52 ] |
| 26  | Stephen Hillenburg                   | Biólogo marinho e cartunista                           | Estados Unidos        | 1961         | [ 53 ] |
| 27  | Samuel Hadida                        | Produtor cinematográfico                               | França                | 1953         | [ 54 ] |
| 28  | Nicanor de Carvalho                  | Futebolista e treinador                                | Brasil                | 1947         | [ 55 ] |
| 28  | Viktor Matviyenko                    | Futebolista e treinador                                | Ucrânia               | 1948         | [ 56 ] |
| 29  | Licia Macchini                       | Ginasta                                                | Itália                | 1930         | [ 57 ] |
| 30  | George H. W. Bush                    | Ex-presidente                                          | Estados Unidos        | 1924         | [ 58 ] |